# Dura ageta
Dura ageta är en fjärilsart som beskrevs av Collenette 1955. Dura ageta ingår i släktet Dura och familjen tofsspinnare. Inga underarter finns listade i Catalogue of Life.